# Phryganomelus biafrensis
Phryganomelus biafrensis är en insektsart som först beskrevs av Bolívar, I. 1905.  Phryganomelus biafrensis ingår i släktet Phryganomelus och familjen gräshoppor. Inga underarter finns listade i Catalogue of Life.